# المصنعة (المفلحي)

تعديل مصدري - تعديل

المصنعة هي إحدى قرى عزلة المفلحي بمديرية المفلحي التابعة لمحافظة لحج، بلغ تعداد سكانها 381 نسمة حسب تعداد اليمن لعام 2004.